# Rosella Towne
Rosella Towne (Youngstown, 20 januari 1918 – Hamden, 29 augustus 2014) was een Amerikaans actrice.

## Biografie
In 1937 doet Towne mee aan een modeshow. In het publiek zit Jack Warner van Warner Bros. die haar uitnodigt voor een screentest. Ze wordt aangenomen en mag een kleine rol spelen in It's Love I'm After, "Submarine D-1" en "Varsity Show". 
Daarna speelt ze tot 1943 in diverse speelfilms: The adventures of Jane Arden, Fools for Scandal, The Sisters, Hard to Get, Dark Victory met o.a. Ronald Reagan en Bette Davis, The Private Lives of Elizabeth and Essex, "Rocky Mountain Rangers", "No, No, Nanette" en haar laatste film in 1943 "A Gentle Gangster". 
In 1943 trouwt ze met Harry Kronman (1901-1997, een screenwriter) en stopt met acteren. Ze krijgen samen twee zonen. Op latere leeftijd wordt ze verzorgd in het The Whitney Center Nursing Home in Hamden, waar zij in 2014 op 96-jarige leeftijd sterft.